# استخرسر (تنکابن)
استخرسر، روستایی است از توابع بخش خرم‌آباد شهرستان تنکابن در استان مازندران ایران.

## جمعیت
این روستا در دهستان بلده قرار دارد و براساس سرشماری مرکز آمار ایران در سال ۱۳۸۵، جمعیت آن ۳۳۴ نفر (۹۴خانوار) بوده‌است.فامیلی غالب در این روستا منتظری است و اهالی این روستا غالبا باغدار و کشاورز هستند.